# Melbourne Park
Melbourne Park je sportovní centrum ležící v Melbourne Sports and Entertainment Precinct (Středisku melbournského sportu a zábavy) v Melbourne, v australském spolkovém státě Victoria. Od roku 1988 je dějištěm úvodního tenisového grandslamu sezóny Australian Open, hraného na přelomu ledna a února. Dříve zde měl domovskou halu basketbalový tým Melbourne Tigers a po úpravě plocha sloužila k bruslení, koncertům, cyklistice, stejně jako k plavání či motorsportu.
Centrum je provozováno společností Melbourne & Olympic Parks, pod kterou také spadá sousední multifunkční olympijský stadión. Část areálu nazvaná Yarra Park funguje samostatně.
Sídlí zde národní tenisový svaz Tennis Australia.

## Historie
Melbourne Park byl postaven v roce 1988 vedle železničního překladiště a železničních tratí Jolimont Yards jako nové domovské sportoviště pro Australian Open, protože bývalé nedostačovalo rozlohou. Původní název do roku 1996 zněl National Tennis Centre ve Flinders Parku. Poté victorijský premiér Jeff Kennett rozhodl areál přejmenovat na Melbourne Park, aby učinil celosvětovou reklamu městu, pokud se bude jeho název díky grandslamu objevovat v médiích. To se ovšem v první fázi setkalo s ostrou kritikou.

## Události
Přestože je park nejvíce znám díky tenisovému turnaji, odehrává se v něm řada dalších sportovních událostí a hudebních koncertů. Účinkovali zde Aerosmith, Cher, Phil Collins, Neil Diamond, Céline Dion, Dixie Chicks, Bob Dylan, Fall Out Boy, Janet Jacksonová, KISS, Madonna, Metallica, Kylie Minogue, Mötley Crüe, My Chemical Romance, Pearl Jam, Pink Floyd, Red Hot Chili Peppers, Sting, Shania Twain a další.
Každoročně je zde pořádána taneční soutěž Two Tribes dance festival.

## Sportoviště
Rod Laver Arena pojmenovaná po tenisové legendě Rodu Laverovi, dříve známá jen jako centrální dvorec, má kapacitu 14 820 diváků a je vybavena zatahovací střechou.
Druhým největším kurtem je John Cain Arena, dříve známá jako Hisense Arena, Vodafone Arena a Melbourne Arena, postavená roku 2000. Během Her Commonwealthu 2006 byl stadion přechodně multifunkčním sportovištěm. Dvorec má kapacitu 10 500 diváků a je také opatřen zatahovací střechou.
Park obsahuje další tři velké kurty, bývalý dvorec č. 1 nese jméno Margaret Court Arena po australské tenistce Margaret Courtové. Od roku 2015, kdy byla dokončena jeho rekonstrukce včetně instalace zatahovací střechy, jeho kapacita činí 7 500 návštěvníků. V lednu 2022 byl zprovozněn čtvrtý největší dvorec Show Court Arena pro 5 tisíc diváků, pojmenovaný po hlavním partneru turnaje jako KIA Arena. V letech 1988–2007 se turnaj hrál na povrchu Rebound Ace, v období 2008–2019 jej nahradil Plexicushion a od roku 2020 byl na dvorce celé Australian Open Series položen GreenSet.
Melbourne Park leží v sousedství Melbourne Cricket Ground v parku Yarra, nachází se v něm několik lávek pro chodce křižující dvě oddělené železniční trati. Nachází se pět minut chůze od železničních stanic Richmond a Jolimon a pět minut cesty tramvají z centra linkou č. 70.
K roku 2022 měl Melbourne Park 39 dvorců, z toho 33 s tvrdým povrchem a 6 antukových. Šestnáct kurtů sloužilo k soutěžím na Australian Open.

## Přehled dvorců
| Dvorec                                    | Dvorec               | otevřen | kapacita | střecha    | zdroj  |
| ----------------------------------------- | -------------------- | ------- | -------- | ---------- | ------ |
| Rod Laver Arena                           | Rod Laver Arena      | 1988    | 14 820   | zatahovací | [ 7 ]  |
| John Cain Arena                           | John Cain Arena      | 2000    | 10 500   | zatahovací | [ 8 ]  |
| Margaret Court Arena (dříve Show Court 1) | Margaret Court Arena | 1988    | 7 500    | zatahovací | [ 9 ]  |
| KIA Arena (Show Court Arena)              | KIA Arena            | 2022    | 5 000    | není       | [ 10 ] |
| 1573 Arena (dříve Show Court 2)           | 1573 Arena           | 1988    | 3 000    | není       | [ 11 ] |
| Show Court 3                              | Show Court 3         | 1988    | 3 000    | není       | [ 11 ] |